# Renault R 312
Renault R 312 er en busmodel fremstillet af Renault Bus fra 1987 til 1996. Modellen afløste Renault SC 10, og blev i 1995 afløst af Renault Agora.
Motoren var en 6-cylindret turbodieselmotor på 9,8 liter, som fandtes i to effekttrin: 152 kW (207 hk) og 187 kW (254 hk).
Navnet R 312 betyder:
- R: Renault
- 3: 3 døre
- 12: Længde: '12 meter

## Historie
I løbet af 1970'erne var Renault på udkig efter en lavgulvsbus, som kunne afløse SC 10 og udviklede så en bus med en gulvhøjde på 550 mm. De første prototyper blev præsenteret i 1985 og havde lavt gulv i hele bussens længde. Disse prototyper kom, som de fleste af Renaults busmodeller, til RATP.
For at kunne gøre gulvet lavere blev bussen en smule forlænget og motoren monteret bagest i bussen i en sort kasse.
R 312 gik i produktion i 1987 og blev i alt produceret i 4.000 eksemplarer, hvoraf de 1.597 blev solgt til RATP som derved var den største aftager.

## Antal personer
- Siddepladser: 28-32
- Ståpladser: 62-66